# Gilbert (przedsiębiorstwo)
Gilbert – producent sprzętu sportowego, specjalizujący się w piłkach do rugby i netballu. Siedzibą firmy założonej przez Williama Gilberta w 1823 roku jest Rugby.

## Historia
William Gilbert zajmował się produkcją i naprawą obuwia oraz piłek na potrzeby Rugby School, a po wymyśleniu gry rugby opracował piłkę do rugby oraz założył zakład ich produkcji. W owym czasie nadmuchiwane siłą płuc piłki składały się z czterech płatów skóry ręcznie zszywanych wokół świńskiego pęcherza. Jakość produktów Gilberta została doceniona medalami podczas Wielkiej Wystawy w 1851 roku, a także w 1862 roku. W latach siedemdziesiątych XIX wieku wynaleziono gumowe dętki, których zaczęto również używać do produkcji piłek, a firma rozpoczęła eksport swoich wyrobów m.in. do Australii. W chwili śmierci Williama Gilberta w 1877 roku, zakład produkował około 2800 piłek rocznie, a pieczę nad firmą objął współpracujący z nim wcześniej jego bratanek James (1831–1906). Z kolei po jego śmierci na jedenaście lat stery przejął jego syn James John (1856–1917), a następnie wnuk James – ostatni Gilbert zarządzający firmą – skrupulatnie nadzorujący wszelkie aspekty produkcji dla zachowania reputacji firmy. W 1946 roku firma nawiązała trwającą do lat siedemdziesiątych XX wieku współpracę ze szkockim wytwórcą piłek do futbolu, Tomlinsons, której przekazała prawa do dystrybucji i marketingu własnych produktów. Wraz ze stworzeniem nowych, syntetycznych materiałów oraz działaniem innych przedsiębiorstw rywalizujących z tradycjnym modelem biznesowym firmy opartym na produktach skórzanych, nastały dla niej trudne czasy, rodzina Gilbert postanowiła zatem w 1978 r. ją sprzedać.
W latach osiemdziesiątych i dziewięćdziesiątych firma trzykrotnie zmieniała właścicieli, jednocześnie rozwijając wykorzystanie nowych materiałów, a także rozszerzyła działalność na produkcję butów i strojów. Wkroczyła jednocześnie na nowe rynki stając się dostawcą sprzętu i strojów do netballu, od 1995 roku natomiast piłki marki Gilbert są wykorzystywane w finałach Pucharu Świata w Rugby. W 2002 roku po kłopotach finansowych firma została sprzedana producentowi sprzętu sportowego, Grays International.

## Partnerzy
Gilbert jest oficjalnym partnterem dostarczającym sprzęt sportowy dla International Netball Federation oraz World Rugby dla potrzeb organizowania imprez rangi mistrzowskiej – mistrzostw świata w netballu oraz Pucharu Świata w rugby.
Gilbert podpisał także umowy na dostarczanie sprzętu związkom rugby union m.in. z Anglii, Australii, Francji, Irlandii, Namibii, Kanady, RPA, Samoa, Szkocji i USA.